# Pal XI
Pal Xi is een bestuurslaag in het regentschap Tapanuli Selatan van de provincie Noord-Sumatra, Indonesië. Pal Xi telt 1204 inwoners (volkstelling 2010).